# Curculioninae
Curculioninae Latreille, 1802 è una sottofamiglia di coleotteri della famiglia Curculionidae.
Con oltre 23.500 specie descritte in oltre 2.000 generi è la sottofamiglia di curculonidi più numerosa, rappresentando uno tra gli esempi più riusciti, se non il più riuscito, di radiazione adattativa tra gli animali terrestri.

## Biologia
Sono insetti fitofagi sia nel loro stadio larvale che da adulti.
La maggior parte delle femmine usa il rostro per scavare buchi nei tessuti vegetali per poi potervi deporre le uova.

## Tassonomia
La sottofamiglia è suddivisa nelle seguenti tribù e sottotribù:
- tribù Acalyptini Thomson, 1859
  - sottotribù Acalyptina Thomson, 1859
  - sottotribù Derelomina Lacordaire, 1865
  - sottotribù Notolomina Franz, 2006
  - sottotribù Phyllotrogina Franz, 2006
  - sottotribù Staminodeina Franz, 2006
- tribù Acentrusini Alonso-Zarazaga, 2005
- tribù Ancylocnemidini Voss, 1962
- tribù Anthonomini Thomson, 1859
- tribù Camarotini Schönherr, 1833
  - sottotribù Camarotina Schönherr, 1833
  - sottotribù Prionomerina Lacordaire, 1863
- tribù Ceratopodini Lacordaire, 1863
- tribù Cionini Schönherr, 1825
- tribù Cranopoeini Kuschel, 2009
- tribù Cryptoplini Lacordaire, 1863
- tribù Curculionini Latreille, 1802
  - sottotribù Curculionina Latreille, 1802
  - sottotribù Pseudobalaninina Heller, 1925
  - sottotribù Timolina Heller, 1925
- tribù Diabathrariini Lacordaire, 1863
- tribù Ellescini Thomson, 1859
  - sottotribù Dorytomina Bedel, 1886
  - sottotribù Ellescina Thomson, 1859
- tribù Erodiscini Lacordaire, 1863
- tribù Eugnomini Lacordaire, 1863
  - sottotribù Eugnomina Lacordaire, 1863
  - sottotribù Meriphina Marshall, 1937
- tribù Gonipterini Lacordaire, 1863
- tribù Mecinini Gistel, 1848
- tribù Nerthopini Lacordaire, 1865
- tribù Otidocephalini Lacordaire, 1863
- tribù Piazorhinini Lacordaire, 1863
- tribù Prionobrachiini Hustache, 1938
- tribù Pyropini Lacordaire, 1865
- tribù Rhamphini Rafinesque, 1815
  - sottotribù Dinorhopalina Voss, 1936
  - sottotribù Ixalmina Voss, 1936
  - sottotribù Rhamphina Rafinesque, 1815
  - sottotribù Tachygonina Lacordaire, 1865
- tribù Smicronychini Seidlitz, 1891
- tribù Sphaeriopoeini Kuschel, 2003
- tribù Storeini Lacordaire, 1863
- tribù Styphlini Jekel, 1861
- tribù Tychiini Gistel, 1848
  - sottotribù Demimaeina Voss, 1937
  - sottotribù Lignyodina Bedel, 1883
  - sottotribù Ochyromerina Voss, 1935
  - sottotribù Tychiina Gistel, 1848
- tribù Ulomascini Lacordaire, 1865
- tribù Viticiini Morimoto, 1983

In passato ci sono state controversie sugli esatti confini di questa sottofamiglia; in particolare alcune tribù che in passato venivano talora incluse tra le Curculioninae oggi vengono attribuite alla sottofamiglia Molytinae (p.es.Itini, Phrynixini e Trypetidini), mentre altre (p.es: Ceutorhynchini e Cryptorhynchini) sono attualmente inquadrate come sottofamiglie a sé stanti (rispettivamente Ceutorhynchinae e Cryptorhynchinae).

### Alcune specie

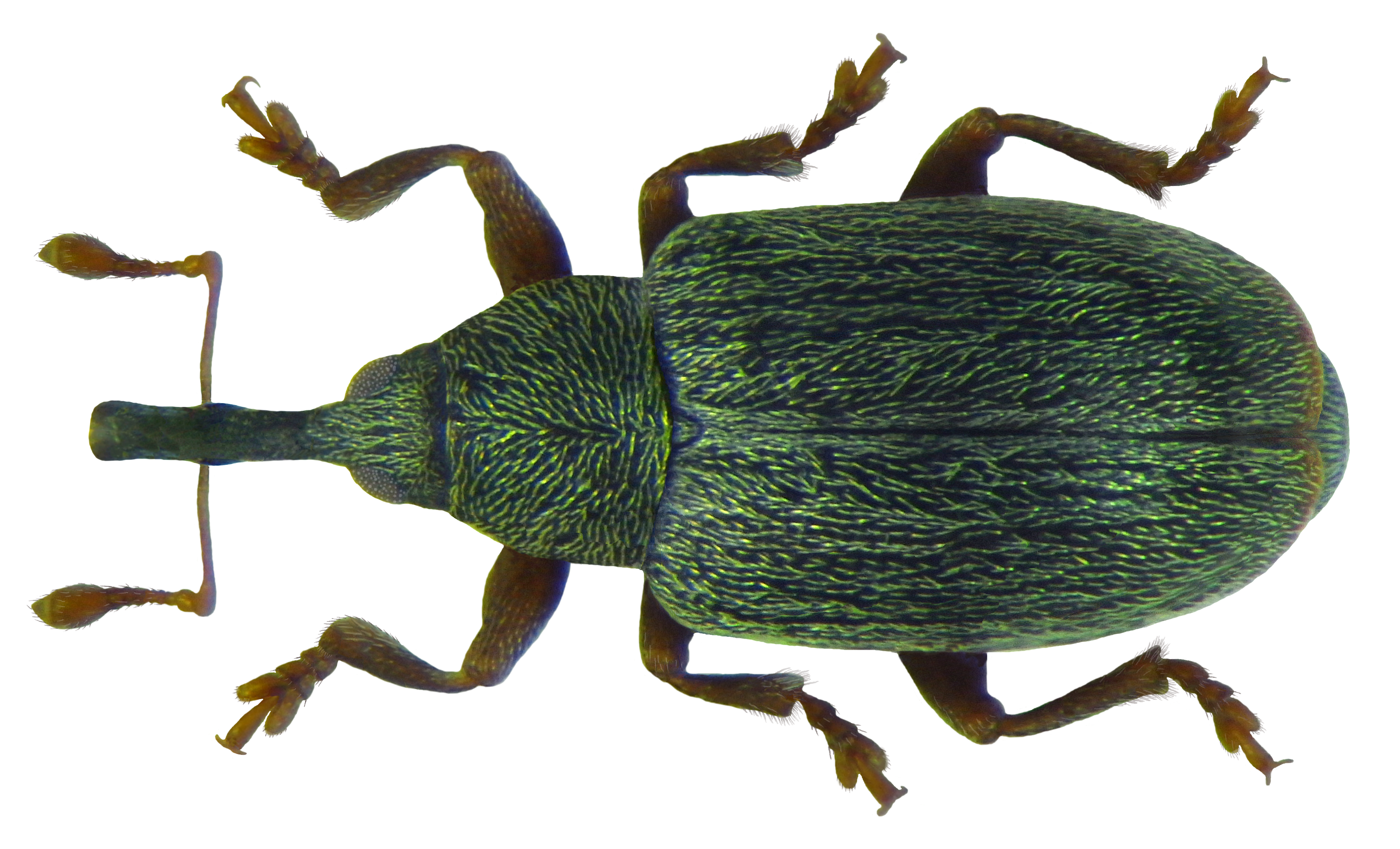
Acalyptus carpini (Acalyptini)
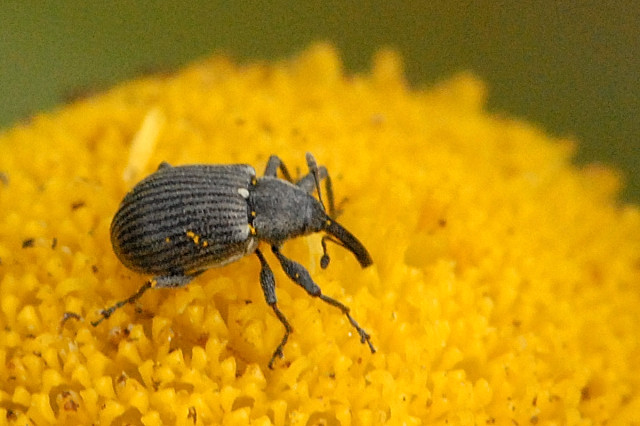
Anthonomus rubi (Anthonomini)
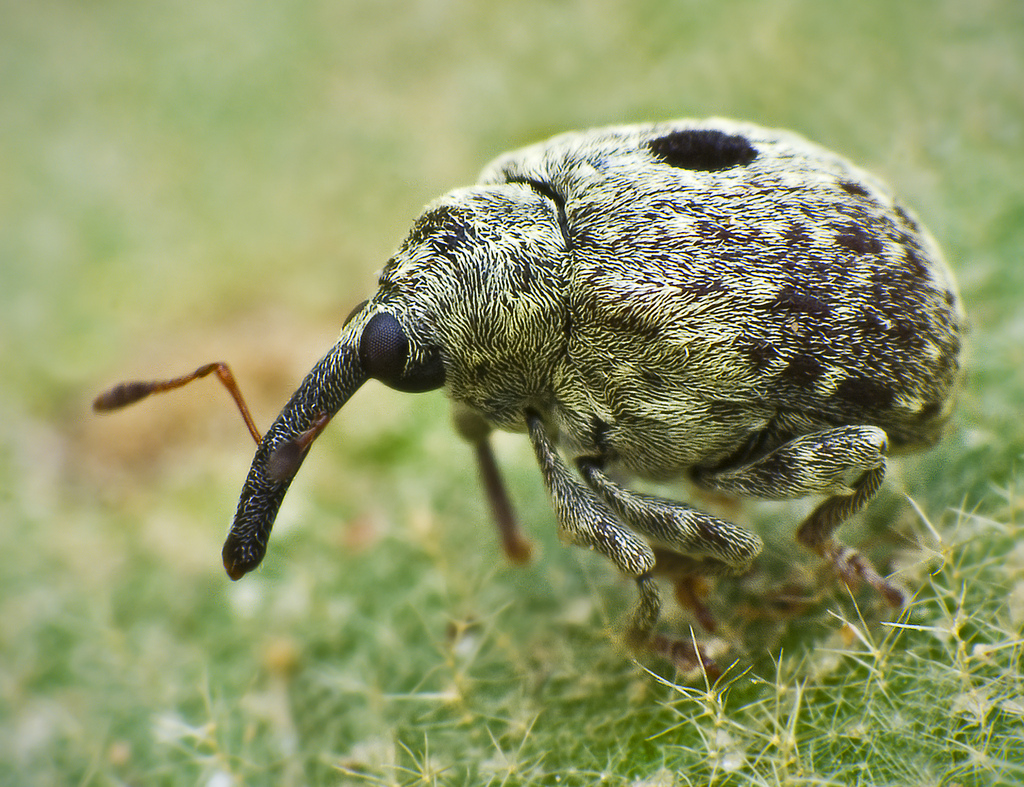
Cionus hortulanus (Cionini)
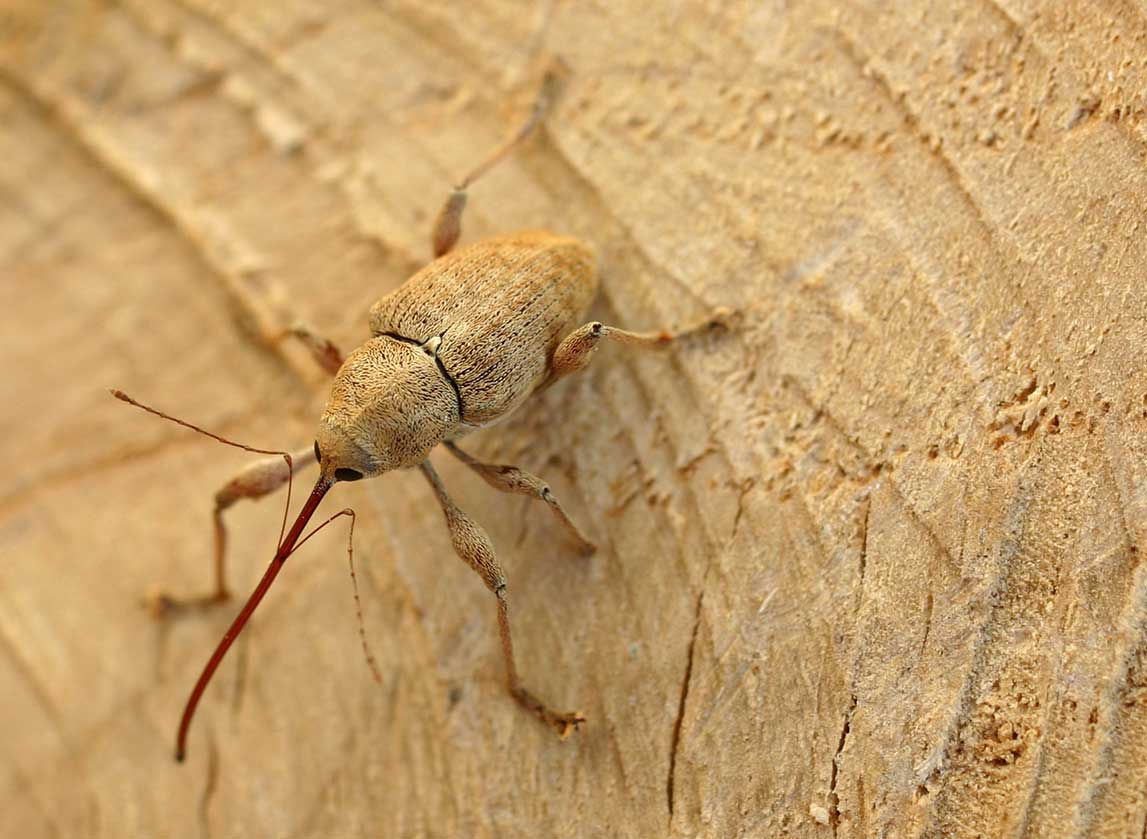
Curculio elephas (Curculionini)
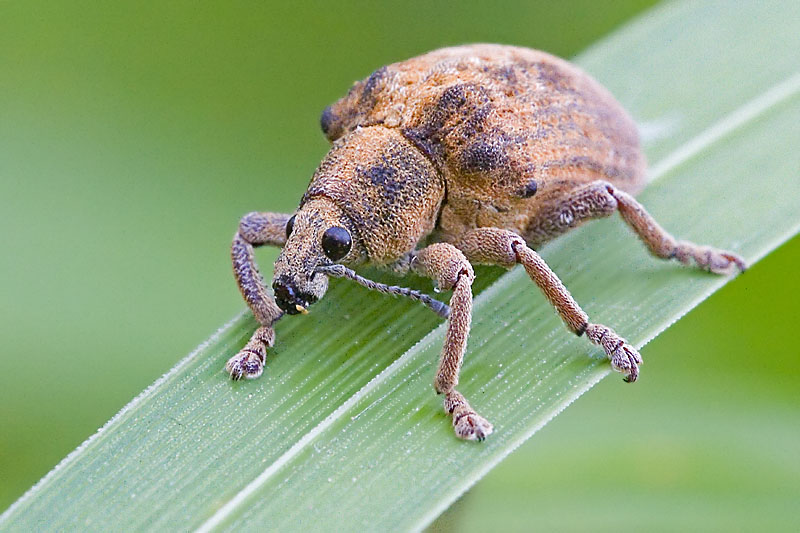
Gonipterus scutellatus (Gonipterini)
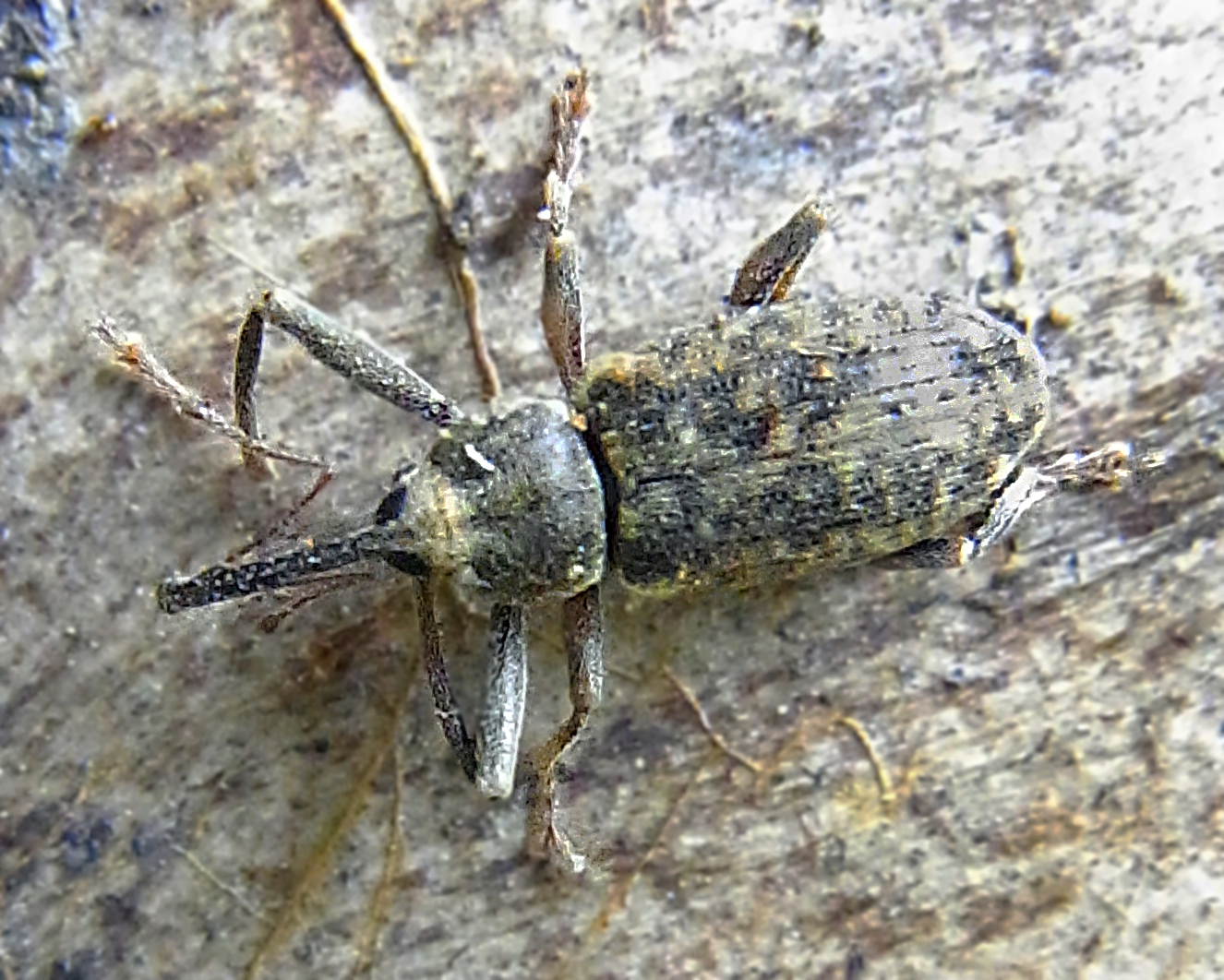
Dorytomus longimanus (Ellescini)
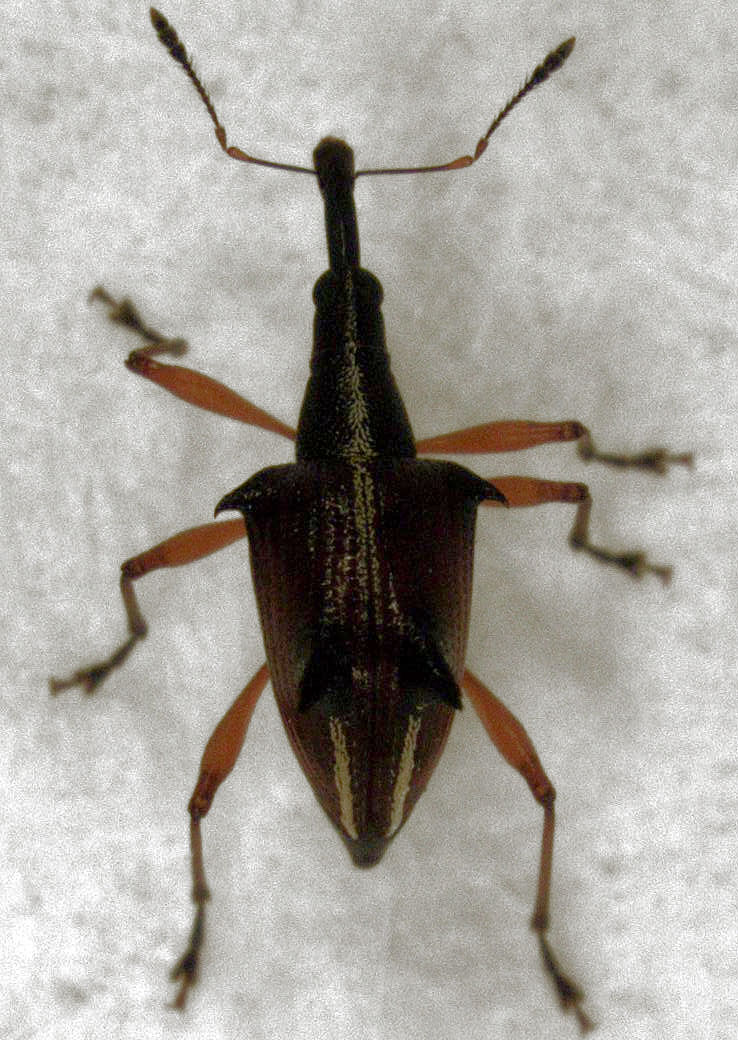
Ancistropterus quadrispinosus (Eugnomini)
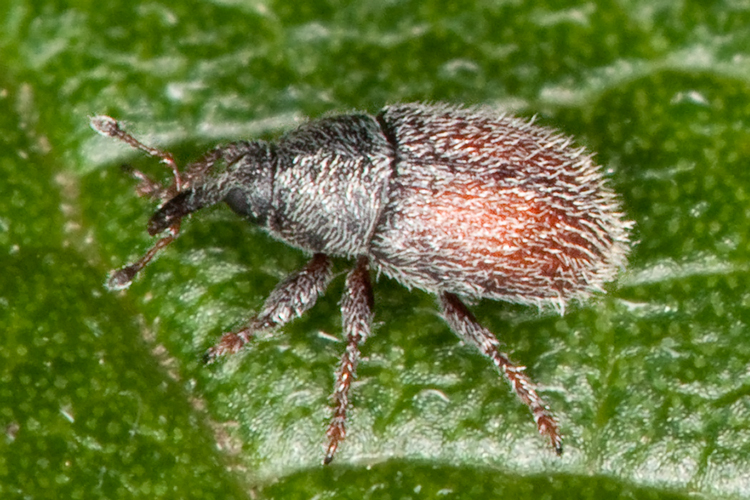
Gymnetron pascuorum (Mecinini)
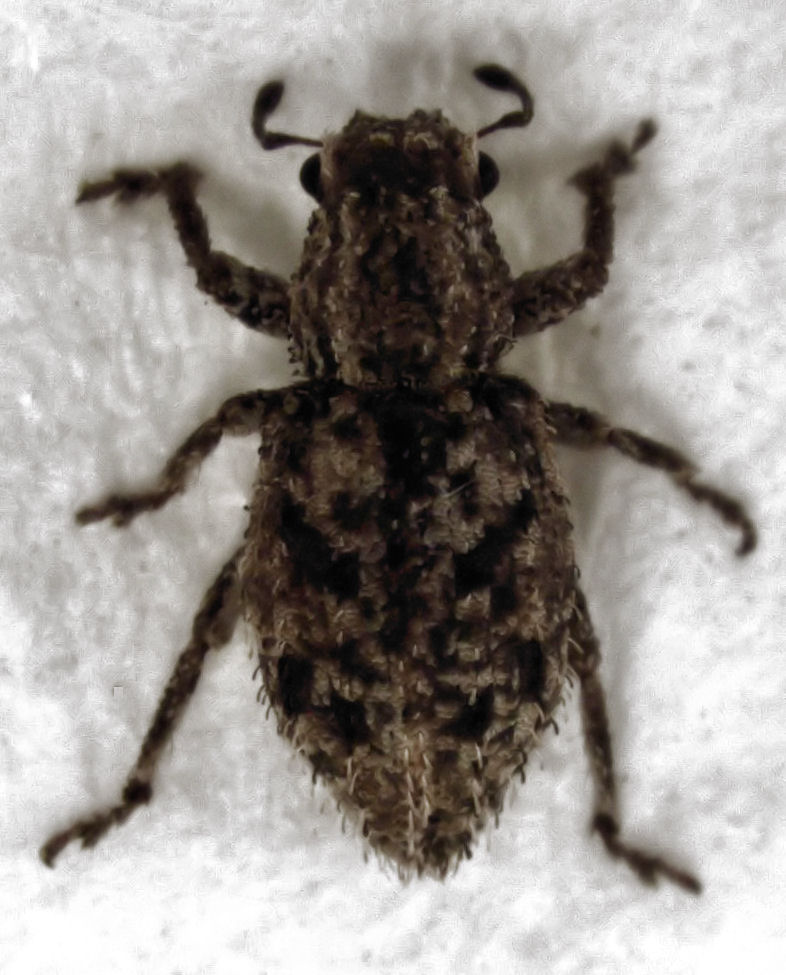
Atrichonotus sordidus (Naupactini)
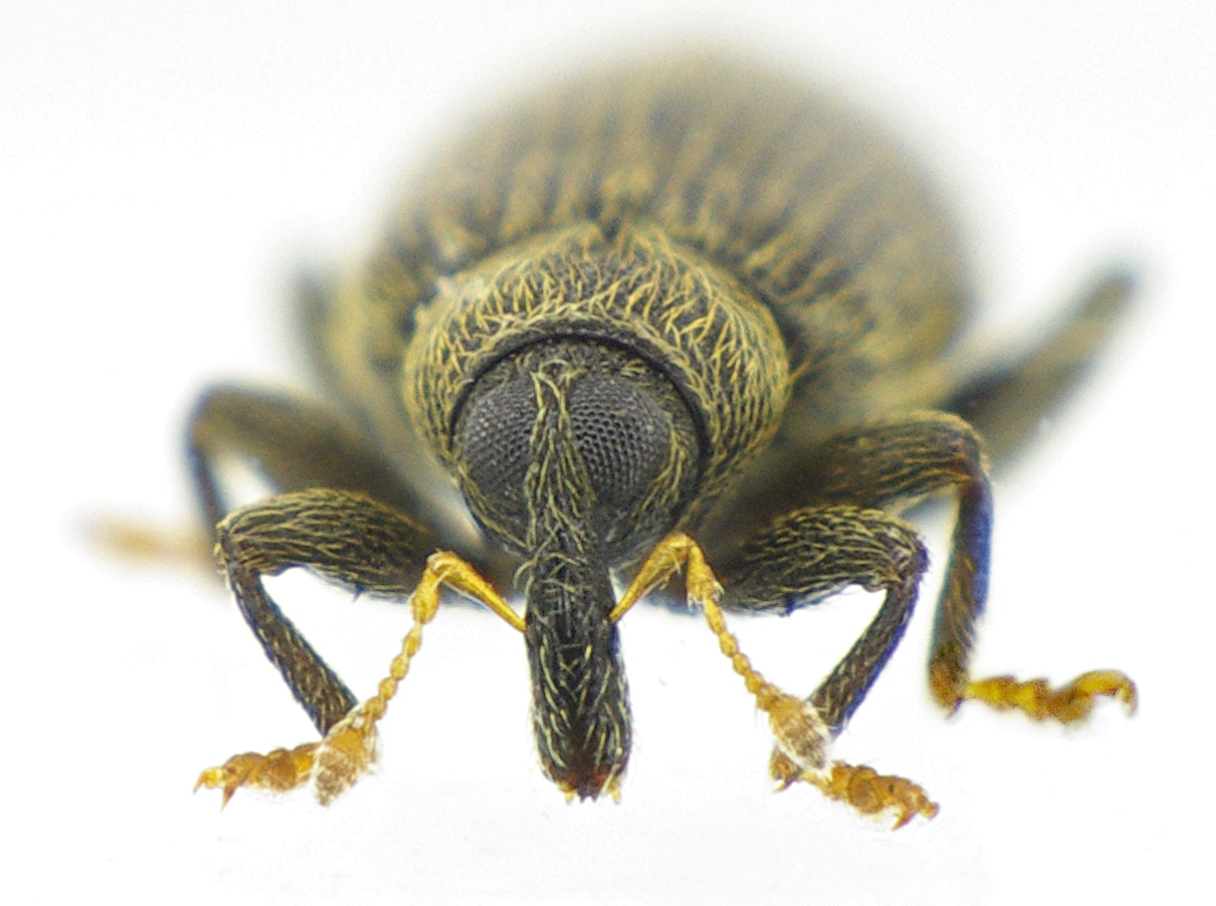
Orchestes fagi (Rhamphini)
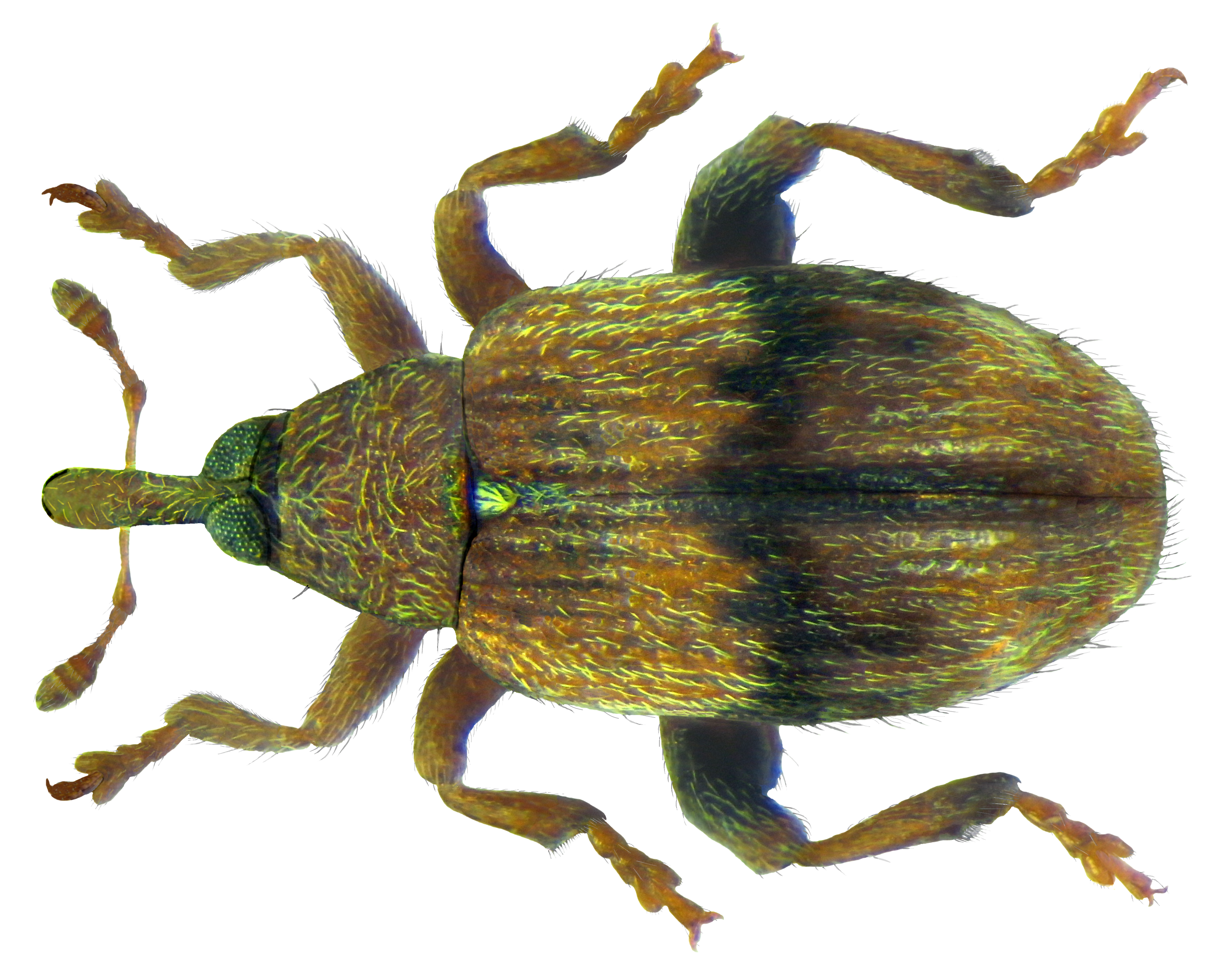
Rhynchaenus lonicerae (Rhamphini)
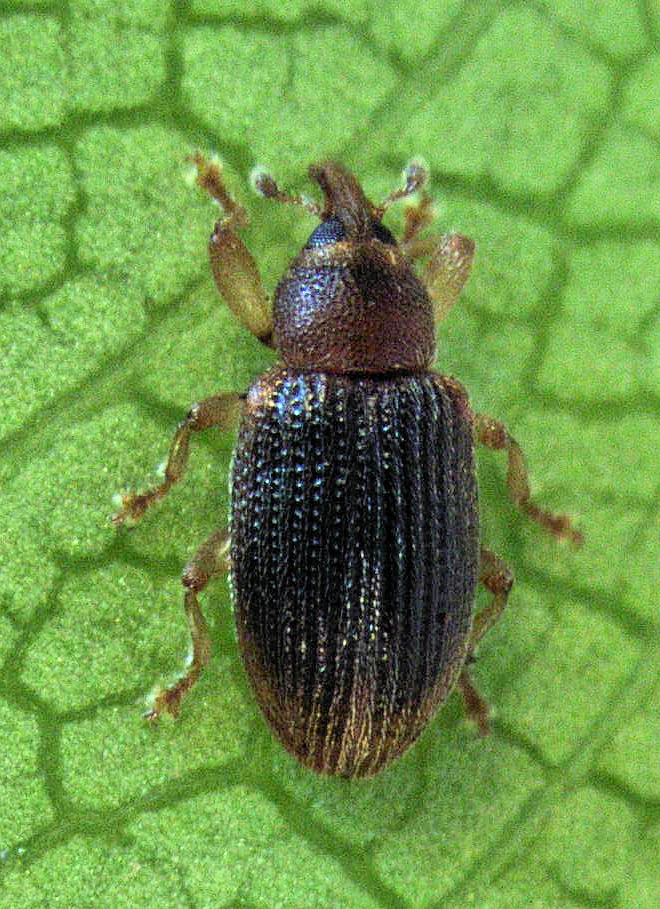
Aneuma rubricale (Storeini)